# 派特哈佐
派特哈佐，是匈牙利杰尔-莫雄-肖普朗州所辖的一个村。总面积2.64平方公里，总人口1067，人口密度404.2人/平方公里（2011年1月1日）。